# Microplexia bicoloria
Microplexia bicoloria là một loài bướm đêm trong họ Noctuidae.